# Nemognatha subcincta
Nemognatha subcincta là một loài bọ cánh cứng trong họ Meloidae. Loài này được Lucas miêu tả khoa học năm 1859.